# RusGidro
RusGidro – największa rosyjska firma zajmująca się produkcją energii elektrycznej ze źródeł odnawialnych (energia spadku wód, pływów morskich i wiatru, geotermia), druga na świecie pod względem mocy zainstalowanych w elektrowniach wodnych generatorów.
Została utworzona 1 września 2003, podczas reformy rosyjskiego sektora energetycznego, początkowo jako WAT "GidroOGK", od 24 grudnia 2004 jako OAO "GidroOGK", od 25 czerwca 2008 jako "RusGidro".
Firma posiada łącznie 53 obiekty, w tym największą w Rosji Sajano-Szuszeńską Elektrownię Wodną (moc 6400 MW), 9 elektrowni wodnych Kaskady Wołzko-Kamskiej (łączna moc 10 103 MW), Zejską Elektrownię Wodną (moc 1330 MW), Burejską Elektrownię Wodną (moc 1975 MW), wiele mniejszych elektrowni wodnych na północnych stokach Kaukazu, oraz elektrownie geotermalne na Kamczatce.
We wrześniu 2012 roku podpisano porozumienie na budowę czterech elektrowni na terytorium Kirgistanu. Jednak w styczniu 2016 roku strona kirgiska zerwała umowę - przyczyną było brak źródeł finansowania. W związku z tym firma zdecydowała się wytoczyć proces sądowy w sprawie windykacji kosztów budowy.
Głównym właścicielem firmy jest Federacja Rosyjska (ponad 60% akcji). Firma zatrudnia ponad 16 000 pracowników.